# 対向島型

対向島型のオフィスレイアウト

対向島型（たいこうとうがた）とは、日本の代表的なオフィスレイアウト様式。
部や課といった組織構成単位ごとに、机を向かい合わせに連結し、島を構成するレイアウト方式のこと。電話や隣との会話等が島に所属するメンバーに共有されやすいので暗黙知の共有やコミュニケーションの活性化には有効だという意見も存在するが、近年のようにコンピューター画面を見ながら仕事をする場合、顔を上げて視線が正面に向かうので、常に向かい側の席の者と顔が向かい合わせとなり、プライバシーは存在しない上に、気が散って集中するのには向かないといった特徴をもつ。
ケーブアンドコートやフリーアドレスなど、オフィスレイアウト様式は多様になってきているが、大多数の日本企業のオフィスレイアウトは対向島型である。